# Біденко Тарас Олександрович
Тарас Олександрович Біденко (нар. 8 лютого 1980 Київ Україна) — український боксер-професіонал. Виступав у важкій ваговій категорії.

## Професійна кар'єра
Дебютував Тарас Біденко 17 червня 2000 у Маріуполі у тяжкій ваговій категорії. Перший поєдинок Тарас виграв нокаутом у 5 раунді шестираундового бою перемігши Станіслава Томкачова. Після бою Тарас покинув професійний бокс майже на два роки. Повернувся у 2002 році і провів ще два рейтингові поєдинки, які виграв.

### Тарас Біденко-Микола Валуєв
В 2002 році Тарас вирушив до Кореї, щоб вже в своєму четвертому поєдинку боротися в дванадцятираундовому поєдинку за звання паназіатського чемпіона за версією PABA. Молодому 22-річному Тарасу, який на той момент мав малий досвід боїв, протистояв непереможний російський гігант, найбільший боксер в історії боксу, Микола Валуєв (28-0). Валуєв був досвідченіший, габаритніший і переважав Біденка майже за всіма аспектами боксерської майстерності. І вибір Тараса як претендента був трохи сумнівним. Цей бій породив багато суперечок. На відеоролику останнього раунду цього бою видно, як Тарас протягом декількох секунд б'є російського боксера, який хитається, невпинною багатоударною серією. За словами колишнього тренера Валуєва Олега Шелаєва, здобути перемогу над Біденком його підопічному допомогли «свої» судді.
22 серпня 2006 Тарас Біденко завоював титул інтернаціонального чемпіона Німеччини у важкій вазі, перемігши іншого українського боксера Олексія Мазікіна.

## Спортивні досягнення
- WBA Надважка вага — 8 місце (березень 2007)
- WBO Надважка вага — 13 місце (березень 2005)
- EBU Надважка вага — 9 місце (березень 2007)